# 태국의 지방

태국의 6지방

태국의 4지방

태국 기상청의 지방 구분

태국의 지방 구분은 다양하게 나뉜다. 그중 가장 널리 쓰이는 것이 지리적 연구에 사용되는 6지방 분류와 내무부에 의해 사용된 예전의 행정 지방 체계인 4지방 분류다. 이들 지방은 태국에서 가장 큰 지역 구분이다. 주와는 대조적으로 지방은 행정적인 성격은 가지고 있지 않고, 통계적, 지리적 목적 등으로만 사용된다.

## 6지방 체계
6지방 체계는 1978년에 국립 연구 평의회에 의해 임명된 국립 지리 위원회에 의해 개발되었다. 그것은 태국을 다음의 지방으로 나눈다.
- 태국 북부
- 태국 북동부
- 태국 서부
- 태국 중부
- 태국 동부
- 태국 남부

## 4지방 체계
4지방 체계는 태국을 다음의 지방으로 나눈다.
- 태국 북부
- 태국 북동부
- 태국 중부
- 태국 남부

## 같이 보기
- 태국의 행정 구역